# Walwick
Walwick är ett slott i Storbritannien.   Det ligger i grevskapet och kommunen Northumberland i riksdelen England, i den centrala delen av landet, 400 km norr om huvudstaden London. Walwick ligger 135 meter över havet.
Terrängen runt Walwick är kuperad åt sydost, men åt nordväst är den platt. Runt Walwick är det ganska glesbefolkat, med 26 invånare per kvadratkilometer. Närmaste större samhälle är Hexham, 7,3 km söder om Walwick. Trakten runt Walwick består i huvudsak av gräsmarker.